# تروپیکالیا
تروپیکالیا (پرتغالی: Tropicália) یا تروپیکالیسمو (Tropicalismo) یک جنبش هنری برزیلی است که اواخر دهه ۱۹۶۰ میلادی ظهور کرد و گستره‌اش شعر و موسیقی و تئاتر را دربرمی‌گرفت.
این جنبش به دنبال تلفیق هنر عامه پسند با هنر پیشرو از یک سو، و فرهنگ بومی برزیل با فرهنگهای خارجی از سوی دیگر بود.
امروزه تروپیکالیا بیشتر با وجه موسیقایی‌اش شناخته می‌شود که ریتم های برزیلی و آفریقایی را با عناصر موسیقی راک اند رول ترکیب می‌کرد. ژیلبرتو ژیل و کائتانو ولوزو از موسیقی‌دانان برجسته این سبک به شمار می‌آیند.